# Případ Studna
Případ Studna je název, který se obecně vžil pro tragické události, které se udály v noci  z 12. na 13. února 1968 v obci Vonoklasy v domě v ulici Ke Strouze čp. 96, kde žila rodina Jelínkových. Případ se stal jedním z nejznámějších a také nejkomplikovanějších případů v historii české kriminalistiky, čemuž napomohlo i zfilmování v populárním televizním seriálu 30 případů majora Zemana. Kolem případu stále zůstává mnoho nejasností a mýtů a zajímají se o něj jak odborníci z oboru kriminalistiky, tak i novináři a badatelé. V roce 2025 byl případ znovu zfilmován jako samostaná minisérie Studna.

## Pozadí případu
Stanislav Jelínek starší (* 28. 8. 1911) pocházel z Vonoklas. Vychodil pět tříd obecné školy, tři roky měšťanky a dva roky nižší státní stavební průmyslovky. V roce 1933 byl povolán k povinnému odvodu do armády, kde byl zařazen k Leteckému pluku T. G. Masaryka v Kbelích u Prahy. Zde se něco v jeho životě razantně změnilo a vedlo k výrazné proměně v jeho chování, protože po pouhých třech měsících jej lékaři superarbitrovali – prohlásili za neschopného vojenské služby. Důvodem propuštění byla „těžká neuropsychopatická konstituce“, tedy nevyléčitelná duševní choroba, kterou mohla být schizofrenie. Stanislav se z vojny vrátil domů do Vonoklas. Během následujících dvou let absolvoval v divizních nemocnicích přezkumná řízení. Lékaři konstatovali, že je jeho choroba trvalá a dne 20. března 1935 jej trvale zprostili vojenské služby. V této době Stanislav pracoval jako stavební kreslič a chodil s o tři roky mladší zemědělskou pomocnicí Marií Skopovou z Třebotova. Na začátku 2. světové války se pár vzal i přes nelibost nevěstiny rodiny, která si pro ni představovala lepší partii. Stanislav koupil nad Vonoklasy v areálu tzv. chat U Panenky Marie stavební parcelu. S manželkou začali postupně stavět patrový rodinný domek. 
V roce 1939 se páru narodil syn, který dostal jméno po otci Stanislav. Na podzim roku 1943 však čtyřletého chlapce postihla dětská obrna. V této době Stanislav starší pracoval jako kreslič Pražské stavební obnovy, matka uklízela v černošickém zdravotním středisku. Navzdory nemoci, která Stanislavu ml. způsobila fyzické postižení, kdy mu částečně ochrnula levá ruka a pravá noha, měli rodiče pro syna vysoké ambice. Matka syna denně vozila na dvoukoláku do školy v Mokropsích tři a půl kilometru tam a zpátky. Malému Stanislavovi se pro jeho postižení a velkou péči ze strany matky ostatní děti posmívaly. Navzdory tomu se Stanislav ml. se svým hendikepem dokázal vyrovnat a nakonec vystudoval fakultu technickou a jaderné energie na ČVUT, kde promoval 11. června 1962. Stal se tak prvním občanem Vonoklas, který získal vysokoškolský titul. V roce 1966 pak nastoupil do Výzkumného ústavu mlýnsko-pekárenského jako odborný referent.
Postupem času se duševní choroba Stanislava staršího zhoršovala. Měl konflikty s lidmi, které nesnášel a ti nesnášeli jeho. S nikým se nestýkal, z práce chodil rovnou domů. Manželku měl psychicky a patrně i fyzicky týrat. Do domu kromě příbuzných nikoho nepouštěl a i rodinné návštěvy postupně omezoval. Marie Jelínková se stala tichou ženou, která se podřizovala despotickému manželovi i synovi, který tíhl k otci. Jako uklízečka v černošickém zdravotním středisku dala k 1. lednu 1962 výpověď a až do své smrti zůstala v domácnosti. Sousedé rodinu popisovali jako velmi uzavřenou a Stanislava Jelínka st. jako málomluvného podivína. Naopak spolupracovníci Stanislava st. z práce jej popisovali jako velmi pečlivého, trochu do sebe uzavřeného, hodného člověka.
Spory se sousedy začaly po únorovém převratu v roce 1949, kdy při dětské hře malý Přemysl Košan zranil Stanislava Jelínka mladšího. Sousedé na sebe začali vzájemně donášet a přestali spolu komunikovat. Během let se sousedské spory začaly vyostřovat. Marie Jelínková oznámila na bezpečnost, že soused Josef Ungr vyhrožuje své švagrové zastřelením. Ungr o rok později vlčákovi Jelínkových propíchl vidlemi přes plot hlavu. Po této události začala rodina Jelínkových svůj pozemek postupně opevňovat, až byl ze tří stran pozemku zbudován 3 m vysoký dřevěný plot, který byl oplechovaný, aby do zahrady a na domek nebylo vidět. Pouze ze severovýchodní strany byl nižší plot, který však byl trojitý. Spory se sousedy dále eskalovaly. Otec se synem si pořídili dva dvaceticentimetrové nože, které použili v potyčce se sousedy Košanovými u zastávky před kapličkou dva dny před Mikulášem v roce 1962. Potyčka skončila pokutami a formálním smírem, ale naschvály se dál stupňovaly. Napětí vyvrcholilo 7. listopadu 1967, kdy sousedé Ungr a Přemysl Košan napadli u kapličky otce a syna Jelínkovy. Syn skončil v bezvědomí v nemocnici, Stanislav Jelínek starší oba útočníky pobodal nožem. Sám, rovněž zraněný, skočil v pracovní neschopnosti. Všichni byli převezeni do nemocnice ve Zbraslavi k ošetření. Ve středu 14. února 1968 se měl Stanislav st. kvůli této potyčce dostavit k výslechu na oddělení Veřejné bezpečnosti do Radotína.

## Události z noci na 13. února 1968
Tragická noc se odehrála z pondělí na úterý 13. února 1968. Hasiči z Radotína kolem čtvrté hodiny ranní přijali hlášení o požáru domu v chatové kolonii u Vonoklas poblíž Prahy. Když dorazili na místo, bylo první patro rodinného domu již v plamenech. Aby se však k domu dostali, museli vyrazit zamčenou vstupní bránu se železnými závorami a stejně tak i zamčené dveře do domu. Uvnitř požářiště v prvním patře nalezli ohořelou mrtvolu třiapadesátileté Marie Jelínkové. Její identifikaci provedl až patolog, dle zubní korunky. 
Tělo sedmapadesátiletého Stanislava Jelínka st., bylo hasiči nalezeno ve studni na zahradě, při čerpání vody na hašení požáru. Po vyčerpání vody bylo tělo ze studny vytaženo. Na zahradě byly poškozeny včelíny a ovocné stromky.
Osmadvacetiletý Stanislav Jelínek mladší byl nad ránem nalezen v Černošicích u vilky čp. 881 v Husově ulici. Na místo z Vonoklas běžel pouze v ponožkách, byl vyčerpaný, třásl se zimou a naříkal. S řeznými ranami na krku a levé paži ho převezli do nemocnice ve Zbraslavi. Lékaři shledali, že tři řezné rány na jeho zápěstí jsou rovnoběžné a povrchní a 14 cm dlouhá řezná rána na krku je také pouze povrchová. Shledali tak, že se jedná o rány sebevražedného charakteru.

## Vyšetřování
Vyšetřování událostí prováděl krajský Sbor národní bezpečnosti. Hlavním vyšetřovatelem byl major Josef Strouhal. Po prvním ohledání místa činu bylo již od začátku patrné, že zločin nemohl spáchat někdo mimo rodinu. Dle nalezené chemikálie Travex, slaměných rohoží a hadrů na místě požáru bylo zřejmé, že požár byl založen úmyslně. Úmysl podtrhoval i zamčený vstup do domu a zamčený zadní vchod do zahrady. Soudní pitva prokázala, že Stanislav Jelínek starší zemřel utopením. Na levém zápěstí měl řeznou ránu, kterou si dle trasologických stop s velkou pravděpodobností způsobil sám. Pitva Marie Jelínkové prokázala, že byla zezadu udeřena tupým nástrojem (např. tyčí nebo trubkou) do hlavy, až došlo ke zlomení lebeční kosti. Utrpěla i další zranění v obličeji, z něhož silně krvácela. Příčinou smrti však bylo zadušení množstvím vdechnuté krve. Marie Jelínková byla po vypuknutí požáru již po smrti. Budík v ložnici, jehož ručičky zalilo roztavené sklo, se zastavil ve 3:25.
Vyšetřování od samého počátku zkomplikovalo několik okolností. Tou první byl napadaný sníh, který zkomplikoval ohledání místa činu a zajištění stop. Kvůli zranění nemohl být vyslýchán jediný svědek Stanislav Jelínek ml., kterému tak byla dána možnost celý případ si promyslet a upravit svoje pozdější výpovědi. Stanislav Jelínek ml. svou výpověď změnil hned třikrát. Na popud lékařů, pro podezření, že není zcela duševně zdráv, byl hospitalizován v Psychiatrické nemocnici v Bohnicích, kde byly jeho výslechy pro jeho časté depresivní duševní stavy zásadně omezovány. Objasnění případu ztížila i patologická izolovanost rodiny Jelínkových, kteří se stranili svých sousedů a dlouhé roky se ukrývali před světem.
Stanislav Jelínek ml. v první verzi své výpovědi líčil, že se ho pokusil usmrtit někdo neznámý, když byl u studny pro vodu. Snažil se za pachatele nepřímo označit sousedy a mělo tak jít o pomstu za léta přetrvávajících sporů. Policejní prověrky obou rodin Košanových i Ungrových však tuto verzi vyloučily. Stanislav Jelínek ml. stále opakoval, že šel z domu s vědrem pro vodu. Vyšetřovatelé mu však tuto verzi vyvrátili, protože vědro bylo nalezeno v předsíni. Stanislav poté změnil svoji výpověď. Tvrdil, že večer přistihl otce jak v ložnici zabil matku. Ten ho pak měl odvést na zahradu a shodit do studny: „Otec mě pak sám dovedl ke studni, pořezal mě a shodil dolů. Předtím mne donutil na zahradě podřezat 28 ovocných stromků“. I tato verze nebyla věrohodná, protože dle lékařů si Stanislav Jelínek mladší způsobil rány na rukou sám. Při výslechu o devět dní později již potřetí změnil svoji výpověď. Sdělil, že okolo půl dvanácté uslyšel z ložnice rodičů matčin výkřik. Když do ložnice vběhl, uviděl otce jak stojí nad postelí. V ruce měl mít nůž nebo dláto. Matka bezvládně ležela na peřině a chroptěla. „Vrhl jsem se k matce a líbal jí ruce… V tom okamžiku mi bylo jedno, zda mě otec také píchne, nebo ne, poněvadž jsem v tom spatřoval konec smyslu mého života“. Otec syna vyvedl na zahradu a nařídil mu, aby sekerou poničil všechny ovocné stromy. Poté jej dovedl ke studni a řekl mu, že má skočit a utopit se. „Předklonil jsem se přes otvor studny a chtěl si propíchnout hrdlo, bál jsem se, že se neutopím. Neměl jsem ale odvahu a tak jsem si jen špičkou nože přejel od levého ucha po krku. Pak jsem si klekl na kolena a třikrát se řízl přes levou ruku.“ Stanislav se pak naklonil nad studnu a buď s otcovou pomocí nebo vlastní vahou do studny spadl. Chlad vody jej však probral a Stanislav si uvědomil, že chce žít. V úzkém prostoru studny se zapřel zády o stěnu a nohama se kousek po kousku soukal ven. Když byl skoro nahoře, otec za ním skočil do studny a srazil ho zpátky do vody. „Octli jsme se čelem proti sobě. Otec mi řekl: ,Ty ještě žiješ? Nezůstávej tady bez nás!‘. Stanislav ml. popsal, že ho měl otec chytit oběma rukama kolem krku a pověsit se na syna s úmyslem je oba potopit. Došlo k potyčce, která skončila otcovým utonutím. Stanislav ml. se pak podruhé vysoukal nahoru, přelezl plot a utekl do sousední obce.
Později svou výpověď ještě doplnil. Uvedl, že pokus o sebevraždu nedělal s plným rozhodnutím se zabít. „Byla to jakási demonstrace sympatií k otci. Byl jsem přesvědčen, že se mi sebevražda nepodaří. Když jsem si zachránil život, strašně jsem se za svoje jednání styděl, poněvadž jsem jako původního pachatele mého pořezání uvedl otce, což neodpovídá pravdě.“ Znalecký posudek popsal Stanislava ml. jako osobnost anomální až psychopatickou, s přehnanou touhou po sebeuplatnění, s rysy hysterickými a dysthymními (depresivní poruchy nálad) a druhotně vzniklými vztahovačnými a kverulantními postoji.
Nalezené otisky bačkor a rukávů manšestrového saka, patřícímu Stanislavovi ml., potvrdilo jeho přítomnost ve studni a fakt, že se musel velmi těžce dostávat ven. Na stěnách ve studni byly nalezeny i krevní stopy, které odpovídaly jeho krevní skupině. Dalším důkazem byly i vlasy a šmouhy na betonových skružích studny, které taktéž odpovídaly Stanislavovi mladšímu. Analýza těchto stop však vedla k zásadním otázkách, zda by Stanislav ml. s fyzickým postiženým mohl přemoci svého otce, který byl navzdory svému věku fyzicky zdatnější, navíc v takto stísněném prostoru studny. Stejné pochybnosti panovaly i kolem toho, jak dokázal Stanislav ml. se svým fyzickým postižením ze studny vylézt. Při rekonstrukci činu hasič stejnou cestu ze studny absolvoval za více než půldruhé hodiny.
Kriminálka během vyšetřování odmítla zveřejnit jakékoliv informace a stejně tak odmítla zveřejnit i jeho závěry s odvoláním na zdravotní stav přeživšího Stanislava Jelínka mladšího. Tragédie se tak stala legendou, kolem níž vznikla řada mýtů. Po události se mezi lidmi začaly šířit různé fámy, např. že měla mít rodina Jelínkových na pozemku zakopané zlato a vraždy byly loupežné. Další tvrdila, že Stanislav Jelínek starší byl dříve osobním řidičem Jana Masaryka a za jeho smrtí jsou agenti Státní bezpečnosti.

### Závěr vyšetřování
Vyšetřování došlo k závěru, že pachatelem vraždy Marie Jelínkové byl jednoznačně její manžel Stanislav Jelínek, který po spáchání činu ukončil svůj život sebevraždou. Prokázán byl i pokus o sebevraždu Stanislava Jelínka mladšího. K trestnému činu pokusu o vraždu Stanislava Jelínka ml. tak nedošlo, protože si svá zranění v kritickou noc způsobil sám. Tím byl případ uzavřen.

## Po tragédii
Stanislav Jelínek ml. se v bohnické psychiatrické nemocnici během hospitalizace třikrát pokusil o sebevraždu. Po propuštění byl v péči své sestřenice Marie Dekastello. Krátce po tragédii odjel na tříměsíční stáž do Moskvy, kde pracoval v radiochemické laboratoři ústavu Akademie věd SSSR pod vedením sovětského virologa Viktora Ždanova. Po návrtu do Československa se podílel na utajeném výzkumu na detašovaném pracovišti ČSAV v Novém Hrádku – Rzech. Zastával pozici vedoucího otolaryngologické laboratoře a s krátkou přestávkou zde pracoval v letech 1970–1975. V této době se oženil a narodil se mu syn. Dle pamětníků ani zde nevycházel s lidmi. Nosil u sebe nůž, stěžoval si na nadřízené a měl konflikty s podřízenými. Z jeho dopisů vyplývá, že navzdory konfliktům byl spíše submisivní povahy – svou manželku nazýval „má paní a učitelka“. Rodina žila ve Rzech stejně uzavřeně jako rodina ve Vonoklasech, ale nikoli svojí volbou – manželům byla přidělena dřevěná chata na kopci jen pár desítek metrů od laboratoře, která se nacházela uprostřed ničeho v zatáčce u silnice mezi zalesněnými kopci. Stanislav ml. si stranickému vedení stěžoval na životní podmínky, které zřejmě přispěly k opadnutí jeho stranického nadšení. V roce 1974 z komunistické strany vystoupil. Později se odstěhoval do Benátek nad Jizerou a poté do Prahy. Zde nakonec zastával práci knihovníka v knihovně ústavu experimentální medicíny v Praze-Krči. V roce 1999 poslal své sestřenici dopis, z nějž vyplývá, že byl ochoten spolupracovat s Českou televizí, které by poskytl souhlas s natáčením a informace, pokud by mu televize zaplatila 1 milion korun. Televize však na tuto nabídku nereagovala. Stanislav ml. zemřel v roce 2002 v důsledku mozkové mrtvice ve věku 73 let. Byl pohřben v Křtinách na Blanensku. O událostech ve Vonoklasech nikdy nepromluvil.
Stanislav a Marie Jelínkovi byli pohřbeni na hřbitově v Karlíku u Dobřichovic. Na náhrobek nikdy nebyla uvedena jejich jména. Dům Jelínkových ve Vonoklasech koupili vzdálení příbuzní, kteří dům přestavěli a studnu stále užívají.

## Nezodpovězené otázky a teorie
Dodnes panují pochybnosti o správném závěru vyšetřování. Záhady kolem případu umocňuje i absence původního vyšetřovacího spisu, který se nedochoval. Někteří badatelé spekulují o tom, že vrahem mohl být Stanislav Jelínek mladší, k čemuž mohou vést i nejasnosti v jeho nekonzistentní výpovědi. Případu se dlouhodobě věnuje reportér Jaroslav Mareš, dle jehož vyšetřování nebylo na potyčku otce se synem ve studni dostatek prostoru. Studna, která byla přes 11 metrů hluboká, měřila na šířku 80 × 80 cm. Mareš uvádí, že pokud by otec ve studni spadl na syna, neměl by syn šanci na přežití, protože pád muže v tak úzkém prostoru by tělo pod sebou strhl a zatlačil pod hladinu. Mareš svůj argument potvrdil simulací forenzního biomechanika Jiřího Strause a také pokusem v bazénu. Jsou však i badatelé, kteří pochybují o tom, zda Stanislav ml. ve studni vůbec byl.
Jednou z nejkontroverznějších teorií je podezření na incestní vztah Marie Jelínkové s jejím synem. Domněnku by měly podporovat výpovědi svědků, kteří si všimli zvláštně blízkého vztahu matky a syna. Dle této teorie měl být právě tento vztah důvodem, proč se Stanislav st. uchýlil k vraždě své manželky. Incestní vztah syna s matkou zmiňuje řídící důstojník Státní bezpečnosti v dochovaném dokumentu ze 70. let. O tomto vztahu však nikdo z pozůstalých nevěděl.
Ředitel Muzea Policie ČR a historik Radek Galaš v rozhovoru v roce 2024 uvedl, že Stanislav Jelínek mladší ve studni nikdy nebyl, a že rodinná tragédie se odehrála s vysokou pravděpodobností jinak, než jak ji v roce 1968 policie uzavřela.

## Filmové adaptace
Na motivy příběhu tragédie rodiny Jelínkových vznikl nejznámější díl kultovního seriálu 30 případů majora Zemana s názvem „Studna“. Jelínkovi se zde jmenují Brůnovi a místo Vonoklas rodina žije ve fiktivní obci Hájice. Obec Vonoklasy se hned po odvysílání dílu stala cílem „kriminální turistiky“. Další zájem veřejnosti podívat se na místo činu se zvedl v roce 2025, kdy byl případ znovu zfilmován jako televizní minisérie Studna.

### Související stránky
- Studna (30 případů majora Zemana)
- Studna (seriál)